# Premosello-Chiovenda
Premosello-Chiovenda is een gemeente in de Italiaanse provincie Verbano-Cusio-Ossola (regio Piëmont) en telt 2042 inwoners (31-12-2004). De oppervlakte bedraagt 34,1 km², de bevolkingsdichtheid is 60 inwoners per km².

## Demografie
Premosello-Chiovenda telt ongeveer 884 huishoudens. Het aantal inwoners daalde in de periode 1991-2001 met 4,6% volgens cijfers uit de tienjaarlijkse volkstellingen van ISTAT.
| Jaar | Inwoneraantal |
| ---- | ------------- |
| 1991 | 2153          |
| 2001 | 2054          |

## Geografie
Premosello-Chiovenda grenst aan de volgende gemeenten: Anzola d'Ossola, Beura-Cardezza, Cossogno, Mergozzo, Ornavasso, Pieve Vergonte, San Bernardino Verbano, Trontano, Vogogna.